# Linia kolejowa Helsinki – Riihimäki
Linia kolejowa Helsinki – Riihimäki (fiń. Helsinki–Riihimäki-rata) – linia kolejowa o długości 71,4 km łącząca fińskie miasta Helsinki (Dworzec Główny) i Riihimäki (stacja). Znajduje się w całości w obrębie oddanego do użytku 17 marca 1862 roku odcinka Helsinki – Hämeenlinna, najstarszej linii kolejowej w kraju.

## Przebieg linii
Główne miejscowości, przez które przebiega linia oraz odgałęzienia:
- Helsinki
  - Helsinki – Turku
- Oulunkylä
- Tikkurila
  - kolejowa obwodnica Helsinek
- Kerava
  - Kerava – Vuosaari
  - Kerava – Porvoo
  - Kerava – Lahti
- Ainola
- Hyvinkää
  - Hyvinkää – Karjaa
- Riihimäki
  - Riihimäki – Kesijärvi
  - Riihimäki – Lahti
  - Riihimäki – Tampere